# Saurauia rupestris
Saurauia rupestris är en tvåhjärtbladig växtart som beskrevs av Friedrich Ludwig Diels. Saurauia rupestris ingår i släktet Saurauia och familjen Actinidiaceae. Inga underarter finns listade i Catalogue of Life.